# Émile Vandervelde

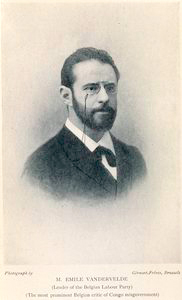
Émile Vandervelde

Émile Vandervelde (1866 - 1938), foi um político socialista belga.

## Biografia
Vandervelde doutorou-se em Direito, Ciências Sociais e Economia, pela Universidade Livre de Bruxelas, da qual veio a tornar-se professor.
Aderiu ao Partido Socialista Belga desde sua fundação, em 1884, época em que ainda era estudante. Cerca de dez anos após, quando iniciou sua carreira parlamentar, elaborou o texto que viria a se tornar uma espécie de constituição ideológica do partido: a Carta de Quaregnon.
Em sua carreira política, exerceu os seguintes cargos:
- Deputado do Parlamento belga (eleito em 1894)
- Presidente da Segunda Internacional, de 1900 a 1918.
- Ministro da Justiça, de 1918 a 1921, tendo promovido uma grande reforma do sistema penitenciário belga.
- Presidente da Internacional dos Trabalhadores Socialistas, desde sua fundação, em 1923, até 1938.
- Ministro das Relações Exteriores, de 1925 a 1927, época em que participou da elaboração do Pacto de Locarno.
- Ministro da Saúde Pública, de 1936 a 1937.

Sob sua liderança, os socialistas belgas conquistaram:
- o Sufrágio universal
- a liberdade sindical
- a jornada de 8 horas de trabalho
- pensão e seguro-desemprego para os trabalhadores.
- a lei contra o Alcoolismo.

Vandervelde era maçon, membro da loja Les Amis Philanthropes, do Grande Oriente da Bélgica.
Os textos que escreveu estão arquivados na biblioteca e centro de arquivos do Institut Emile Vandervelde no Boulevard de l'Empereur, em Bruxelas.

## Obras de Emile Vandervelde
- Les Associations professionnelles d'artisans et d'ouvriers en Belgique (1892)
- L'Évolution industrielle et le collectivisme (1896). Réédité en 2008 sous le titre Le Collectivisme et l'évolution industrielle.
- La Question agraire en Belgique (1897)
- Le Socialisme en Belgique, com Jules Destrée (1898)
- L'Alcoolisme et le conditions du travail en Belgique (1899)
- Le Propriété foncière en Belgique (1900)
- L'Exode rural et le retour aux champs (1903)
- Vive la Commune ! (1903)
- Le Socialisme et l'agriculture (1906)
- Les Crimes de la colonisation capitaliste (1906)
- Le Belgique et le Congo (1911)
- La Grève générale (1912)
- Le Socialisme contre l'Etat (1918)
- A travers la révolution chinoise. Soviets et Kuomintang, Bruxelles, L'églantine, (1931)
- L'Alternative : capitalisme d'État ou socialisme démocratique (1933)
- Ce que nous avons vu en Espagne (1938)